# Marissa Nadler
Marissa Nadler (Washington, 5 aprile 1981) è una cantautrice statunitense.

## Stile
Le sonorità particolari, oniriche, delle sue ballate hanno portato a coniare per il suo stile il termine dream-folk (con riferimento al dream pop inglese degli anni ottanta).
È un mezzosoprano e spesso accompagna i suoi brani con la chitarra acustica. Tra le sue influenze musicali vi sono Leonard Cohen, Joni Mitchell, Townes Van Zandt, Robbie Basho e Patti Smith.

## Biografia
Nata a Washington (ma residente tra Boston e New York) nel 1981, debutta nel 2004 con Ballads of Living and Dying, stampato per la Eclipse Records, etichetta dell'Arizona, in sole 550 copie. Si tratta di una raccolta di "canzoni d'amore e morte" scritte dalla stessa Nadler, eccezion fatta per i due omaggi letterari a Edgar Allan Poe (Annabelle Lee) e Pablo Neruda (Hay Tantos Muertos). Ad accompagnarla nella sua prima esperienza discografica è Myles Baer (cori, chitarra). L'autrice invece si accompagna in questo disco con strumenti come chitarra acustica, banjo, ukulele e tastiere.
Dopo solo un anno di distanza esce The Saga of Mayflower May (Eclipse Records, 2005), un disco di 11 canzoni a cui partecipano anche Nick Castro (flauto) e Brian McTear (organo Hammond). L'album è stato registrato nel dicembre 2004 a Philadelphia.
Per il suo terzo disco, Songs III: Bird on the Water (agosto 2007), Marissa beneficia del supporto di una nuova etichetta discografica, l'inglese Peacefrog Records. Il disco è prodotto da Greg Weeks e vede la partecipazione di due musicisti degli Espers, ossia Jesse Sparhawk (mandolino, arpa) e Otto Hauser (percussioni). L'album contiene anche la cover di Famous Blue Raincoat di Leonard Cohen.
Fin dall'esordio, e si conferma anche in questo disco, Marissa predilige cimentarsi nella forma-ballata, meglio se spettrale e gotica.
Col tempo abbandona in parte il folk per approdare alla dimensione dream pop.
Questa tendenza è confermata dal quarto disco Little Hells (Kemado Records, maggio 2009). Per l'occasione riunisce diversi musicisti e produttori. Alla "regia" del disco partecipa Chris Coady (Cat Power, Blonde Redhead, !!!). Per quanto riguarda il lato artistico, la Nadler si avvale della collaborazione di Dave Scher (collaboratore di Elvis Costello e Interpol), Simone Pace dei Blonde Redhead (batteria) e del fidato Myles Baer (aka Black Hole Infinity).
Nel giugno 2011 torna con un disco autoprodotto e in gran parte finanziato dai propri fan. Si tratta del "self-titled" Marissa Nadler, in cui abbandona il suo consueto fingerstyle per accostarsi ad un country pop più esplicito.
In The Sister (maggio 2012) torna al suo stile più consueto, meno sintetico e più melodioso.
Questo disco è prodotto da Brian McTear.

## Discografia

### Album in studio
- 2004 - Ballads of Living and Dying
- 2005 - The Saga of Mayflower May
- 2007 - Songs III: Bird on the Water
- 2009 - Little Hells
- 2011 - Marissa Nadler
- 2014 - July
- 2016 - Strangers
- 2018 - For My Crimes
- 2019 - Droneflower (con Stephen Brodsky)
- 2021 - The Path of the Clouds
- 2025 - New Radiations

### EP e singoli
- 2005 - Four-Track Recordings, Outtakes
- 2006 - Diamond Heart/Leather Made Shoes
- 2007 - Diamond Heart
- 2007 - Ivy and the Clovers
- 2012 - The Sister